# Sceloporus aureolus
La lagartija espinosa sureña de hendiduras (Sceloporus aureolus) es una especie de reptil perteneciente a la familia Phrynosomatidae.

## Clasificación y descripción
Los adultos alcanzan una longitud hocico-cloaca de 110 mm. La longitud de la cola es 1,2 a 1,5 veces mayor que la longitud del cuerpo. Las escamas del cuerpo son grandes y fuertemente quilladas y mucronadas. Las escamas de la región ventral son lisas pero mucronadas y más pequeñas que las dorsales. El número de poros femorales varía de 13 a 16.
La coloración dorsal varía de azul marino a opaco. En los jóvenes se presentan unas líneas claras a los costados del dorso. Tienen un amplio collar nucal negro que cubre de cuatro a cinco escamas, bordeado por una línea blanca que abarca de una a dos escamas: en machos adultos generalmente este collar bordea la región gular mientras que en las hembras se interrumpe en los lados del cuello. Los machos tienen un par de parches ventrales azul rey, aunque hay organismos con la región ventral incluyendo la garganta uniformemente azul rey, en las hembras el vientre es color crema inmaculado. Por toda la parte dorsal de su cola se aprecian barras claras tenues que son más visibles en los juveniles.

## Distribución
Esta especie es endémica de México, se distribuye en el centro de y sur de Puebla, centro de Veracruz y norte de Oaxaca.

## Hábitat
Se localiza desde zonas semiáridas hasta los bosques de Quercus y pino-encino a una altitud de 1885-2730 m s. n. m. Son de hábitos diurnos, están asociadas a las rocas, pero también se pueden observar en paredes y techos de casas. Son insectívoras, se alimentan de chapulines, pulgones, chicharritas, chinches, hormigas, avispas, larvas de mariposas, mariposas, escarabajos y moscas. Tienen además un consumo importante de material vegetal, incrementándose conforme se acerca la temporada de invierno. Es una especie vivípara. Se han visto hembras preñadas y crías en el mes de marzo.